# Lee-Enfield
Lee-Enfield var i en række modeller den britiske hærs standard repetérriffel i over 60 år: fra 1895 til 1956. Uofficielt blev den brugt i den britiske hær i 1960'erne og stadig findes i de væbnede styrker i nogle Commonwealth lande. Den blev indført af mange af Storbritanniens kolonier og Commonwealth allierede som Indien, Australien, New Zealand og Canada.
Lee-Enfield var beregnet til .303 Britisk ammunition og havde et 10 skuds magasin, der skulle lades manuelt fra oversiden af riflen, enten ved at presse hver enkelt patron i eller ved hjælp af fem skuds laderammer.

## Ændring til 7.62 mm NATO
I 1960'erne ændrede det britiske forsvarsministerium en række Lee-Enfield No. 4 rifler til at affyre 7.62 x 51 mm NATO som en del af et program, der skulle udlevere Lee-Enfield til militært støttepersonel og som reserveriffel, hvis Sovjetunionen skulle angribe Vesteuropa.
De omkalibrerede Lee-Enfield rifler kaldtes L8.

## Modeller af Lee-Enfield riflen
| Model/Mark                             | Brugt                   |
| -------------------------------------- | ----------------------- |
| Magazine Lee-Enfield                   | 1895-1926               |
| Charger Loading Lee-Enfield            | 1906-1926               |
| Short Magazine Lee-Enfield Mk I        | 1904-1926               |
| Short Magazine Lee-Enfield Mk II       | 1906-1926               |
| Short Magazine Lee-Enfield Mk III/III* | 1907-Present            |
| Short Magazine Lee-Enfield Mk V        | 1923-1926 (Trials Only) |
| Rifle No. 4 Mk I                       | 1939-nutid              |
| Rifle No. 4 Mk I*                      | 1941-nutid              |
| Rifle No 5 Mk I "Jungle Carbine"       | 1944-nutid              |
| Rifle No. 4 Mk 2                       | 1947-nutid              |
| Rifle 7.62mm 2A1                       | 1965-nutid              |